# Doutou
Doutou ist ein Arrondissement im Departement Mono im westafrikanischen Staat Benin. Es ist eine Verwaltungseinheit, die der Gerichtsbarkeit der Kommune Houéyogbé untersteht.

## Demografie und Verwaltung
Gemäß der Volkszählung 2013 des beninischen Statistikamtes INSAE hatte das Arrondissement 32.597 Einwohner, davon waren 15686 männlich und 16.911 weiblich.
Von den 80 Dörfern und Quartieren der Kommune Houéyogbé entfallen 26 auf Doutou:
1. Adjamè
2. Adromè Gbéto
3. Adromè Kpovidji
4. Agongoh
5. Ahouloumè
6. Didongbogoh
7. Dodji
8. Doutou
9. Doutou – Akloh
10. Doutou-Fifadji
11. Doutou-Hèhouin
12. Doutou -Kpodji
13. Gahoué
14. Gbagbonou
15. Gbahossouhoué
16. Gboho
17. Gogohondji
18. Hlassigounmè
19. Hlassigounmè-Akloh
20. Hounvi Atchago
21. Kowénou
22. Kpansouingoh
23. Maïboui
24. Maïboui -Akloh
25. N’konouhoué
26. Tokpa